# Relativity Media
Relativity Media, LLC – amerykańskie niezależne przedsiębiorstwo medialne z siedzibą w Beverly Hills, zostało założone 18 maja 2004 roku przez Lynwooda Spinksa i Ryan Kavanaugha. Przedsiębiorstwo obecnie należy do UltraV Holdings.
Przedsiębiorstwo było trzecim co do wielkości mini-dużym studiem do 30 lipca 2015 roku, przedsiębiorstwo wówczas złożyło wniosek o ogłoszenie upadłości na podstawie rozdziału 11 w sądzie upadłościowym Stanów Zjednoczonych w południowym dystrykcie Nowego Jorku po wniesieniu pozwu sądowego i braku spłaty kredytów, z bankructwa wyszło w marcu 2016 roku, jednak w maju 2018 roku ponownie ogłosiło bankructwo.